# Hylorchilus navai
Carriça-de-nava ou cambaxirra-cársica (Hylorchilus navai) é uma espécie de ave da família Troglodytidae.
É endémica do México.
Os seus habitats naturais são: florestas subtropicais ou tropicais húmidas de baixa altitude.
Está ameaçada por perda de habitat.